# رونالد ويلسون
رونالد ويلسون (بالإنجليزية: Ron Wilson)‏ (6 سبتمبر 1941 إدنبرة المملكة المتحدة - ) هو لاعب كرة قدم بريطاني.